# Тигровая генетта
Тигровая генетта (лат. Genetta tigrina) — хищное животное семейства виверровых.
Живёт в густо покрытых деревьями или кустарниками областях с большим количеством осадков от Западной Капской провинции к югу провинции Квазулу-Наталь, а также к границе соседнего Лесото.
Имеет удлинённое тело, короткие ноги и длинный хвост. Длина тела 46—58 см у самцов и 42—56 см у самок. Длина хвоста достигает до 46 см. Самки весят до 1,9 кг, самцы до 2,1 кг. Тело сверху от желтовато-белого до серого, снизу от серого до бело-серого цвета. Хвост имеет 7—8 ярких полос, чередующихся с тёмными полосами, кончик хвоста черный. Когти могут втягиваться при лазании.
Тигровая генетта — ночной хищник. Пищей являются мелкие млекопитающие, птицы, членистоногие. Живёт в одиночку кроме сезона размножения.
Серьезных угроз нет. Иногда генетт убивают фермеры в отместку за хищничество на мелких домашних животных и птиц. Присутствует на нескольких природоохранных территориях.